# Radamaea
Radamaea é um género botânico pertencente à família Orobanchaceae.

## Espécies
- Radamaea latifolia
- Radamaea montana
- Radamaea perrieri
- Radamaea prostrata
- Radamaea rupestris